# Пацынский сельсовет
Пацынский сельсовет — административно-территориальная единица Рогнединского района Брянской области России. Образована в 1959 году, упразднена в 2005 году. Преобразована в 1993 году в Пацынскую сельскую администрацию. Административным центром сельсовета являлась деревня Пацынь.

## История
Исполнительный комитет Пацынского сельского Совета депутатов трудящихся образован на основании решения исполкома Брянского областного Совета депутатов трудящихся от 04.03.1959.
Решением исполнительного комитета Брянского областного Совета депутатов трудящихся от 14.01.1963 Рогнединский район был упразднен, его территория передана в состав Дубровского сельского района Брянской области. Исполнительный комитет Пацынского сельского Совета продолжал деятельность в составе Дубровского района.
Указом Президиума Верховного Совета РСФСР от 31.03.1972 Рогнединский район Брянской области был образован вновь, Пацынский сельсовет вновь вошел в состав Рогнединского района.
В соответствии с Указом Президента РФ от 09.10.1993 № 1617 «О реформе представительных органов власти и органов местного самоуправления в Российской Федерации», постановлением администрации Брянской области от 19.10.1993 № 32 «О приостановлении деятельности Брянского областного Совета, городских и районных Советов народных депутатов», постановлением администрации Рогнединского района от 19.10.1993 № 171 была прекращена деятельность Пацынского сельского Совета. Органом исполнительно-распорядительной власти на территории сельского муниципального образования стала Пацынская сельская администрация.
В 2005 году, в результате проведения муниципальной реформы, Пацынский сельсовет объединён с Рогнединским поссоветом в Рогнединское городское поселение
.

## Состав
При образовании сельсовета были включены населённые пункты Фёдоровского сельсовета Рогнединского района (д. Пацынь, д. Абрамовка, д. Азарьевка, д. Толвино, пос. Косово), Межевского сельсовета (д. Близницы, д. Ратовское, пос. Гай, пос. Гордеевка, пос. Ленинка) и Пакиничского сельсовета (д. Бухлово, д. Мокрово, д. Овечкино, пос. Войково).
В 1972 году к территории Пацынского сельсовета Рогнединского района были отнесены: д. Бухлово, пос. Гордеевка, пос. Гай, д. Мокрово, д. Овечкино, д. Пацынь, д. Ратовское, д. Толвино.

### Упразднённые населённые пункты
- д. Абрамовка — упразднённая в 1964 году деревня
- д. Азарьевка — упразднённая в 1964 году деревня
- д. Близницы — упразднённая в 1964 году деревня
- д. Бухлово — упразднённая в 19?? году деревня Пацынской сельской администрации.
- пос. Гай — упразднённый в 1964 году посёлок
- пос. Гордеевка — упразднённый в 1978 году посёлок
- пос. Ленина — упразднённый в 1964 году посёлок
- д. Мокрое — упразднённая в 19?? году деревня
- д. Овечкино — упразднённая в 1974 году деревня